# 1832 у літературі

## Твори
- Маруся — сентиментально-реалістична повість, Григорій Квітка-Основ'яненко.

## Видання
- Побачила світ друга частина «Фауста» Гете.
- Оноре де Бальзак видав роман «Полковник Шабер».
- Посмертно надруковано книгу Карла фон Клаузевіца «Про війну».

## Народилися
- Б'єрнстьєрне Б'єрнсон
- Васильчиков Олександр Олексійович
- Вернадська Марія Миколаївна
- Вільгельм Буш
- Генрі Олкотт
- Давид-Бер Натанзон
- Джура Якшич
- Еміліо Кастелар
- Еміль Ґаборіо
- Енгельгардт Олександр Миколайович
- Жуль Валлес
- Казас Ілля Ілліч
- Кушелєв-Безбородько Григорій Олександрович
- Луїза Мей Елкотт
- Льюїс Керрол
- Людвіг Оскар Йозефсон
- Ніщинський Петро Іванович
- Платон Костецький
- Поль Олександр Миколайович
- Симигинович-Штауфе Людовик Адольф
- Фредерік Річардс Лейланд
- Хосе Ечегарай-і-Ейсагірре
- Хуан Монтальво
- Хуршидбану Натаван
- Шанковський Амвросій Петрович
- Юліус фон Верді дю Вернуа
- Юріс Алунанс

## Померли
- Агабеїм-ага
- Богуслав Табліц
- Вальтер Скотт
- Василь Тимківський
- Едвард Додвелл
- Жан Максимільєн Ламарк
- Йоганн Вольфганг фон Гете
- Рай Санйо